# Irwin Cotler

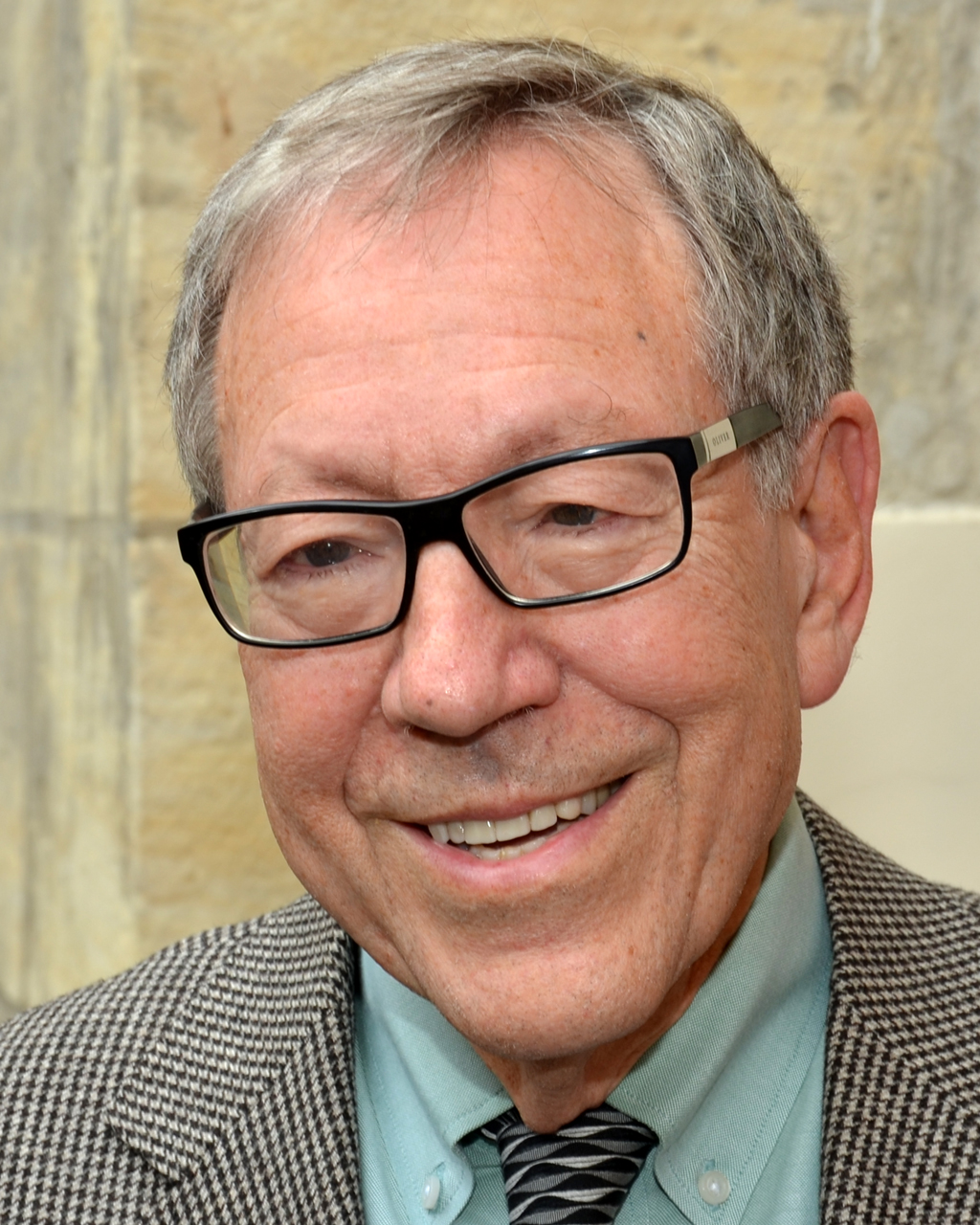
Irwin Cotler (2017)

Irwin Cotler OC OQ (* 8. Mai 1940 in Montreal, Québec) ist ein kanadischer Politiker der Liberalen Partei Kanadas.

## Leben
Cotler studierte Rechtswissenschaften an der McGill University und an der Yale University. Nach seinem Studium war er als Rechtsanwalt tätig und erhielt 1973 eine Anstellung als Hochschullehrer für Rechtswissenschaften an der McGill University. Er wurde Mitglied der Liberalen Partei Kanadas. 1999 gelang ihn für Port Royal der Einzug als Abgeordneter in das Kanadische Unterhaus. Als Nachfolger von Martin Cauchon war Cotler von 2003 bis 2006 Justizminister von Kanada im Regierungskabinett von Paul Martin. Cotler ist mit Ariela Cotler verheiratet.
Heute ist er Ausschussmitglied der pro-israelischen Lobbyorganisation UN Watch.
Cotler wurde infolge der Annexion der Krim durch Russland  von der russischen Regierung mit einem Einreiseverbot nach Russland belegt. Bereits 1979 war er aus der Sowjetunion ausgewiesen worden, als er dort als Rechtsanwalt für Natan Scharanski und andere inhaftierte Dissidenten tätig war.
2019 übernahm er das Mandat für den in den USA seit 1990 inhaftierten Deutschen Jens Söring.